# 符騰堡的卡塔琳娜 (1821年)
符騰堡的卡塔琳娜（德語：Katharina von Württemberg，1821年8月24日—1898年12月6日），符騰堡國王威廉一世的女兒。

## 家庭
1845年，卡塔里娜與堂哥腓特烈王子結婚，兩人的獨子即是日後的末代國王威廉二世。